# Emmanuel-Armand de Vignerot du Plessis de Richelieu, duc d’Aiguillon

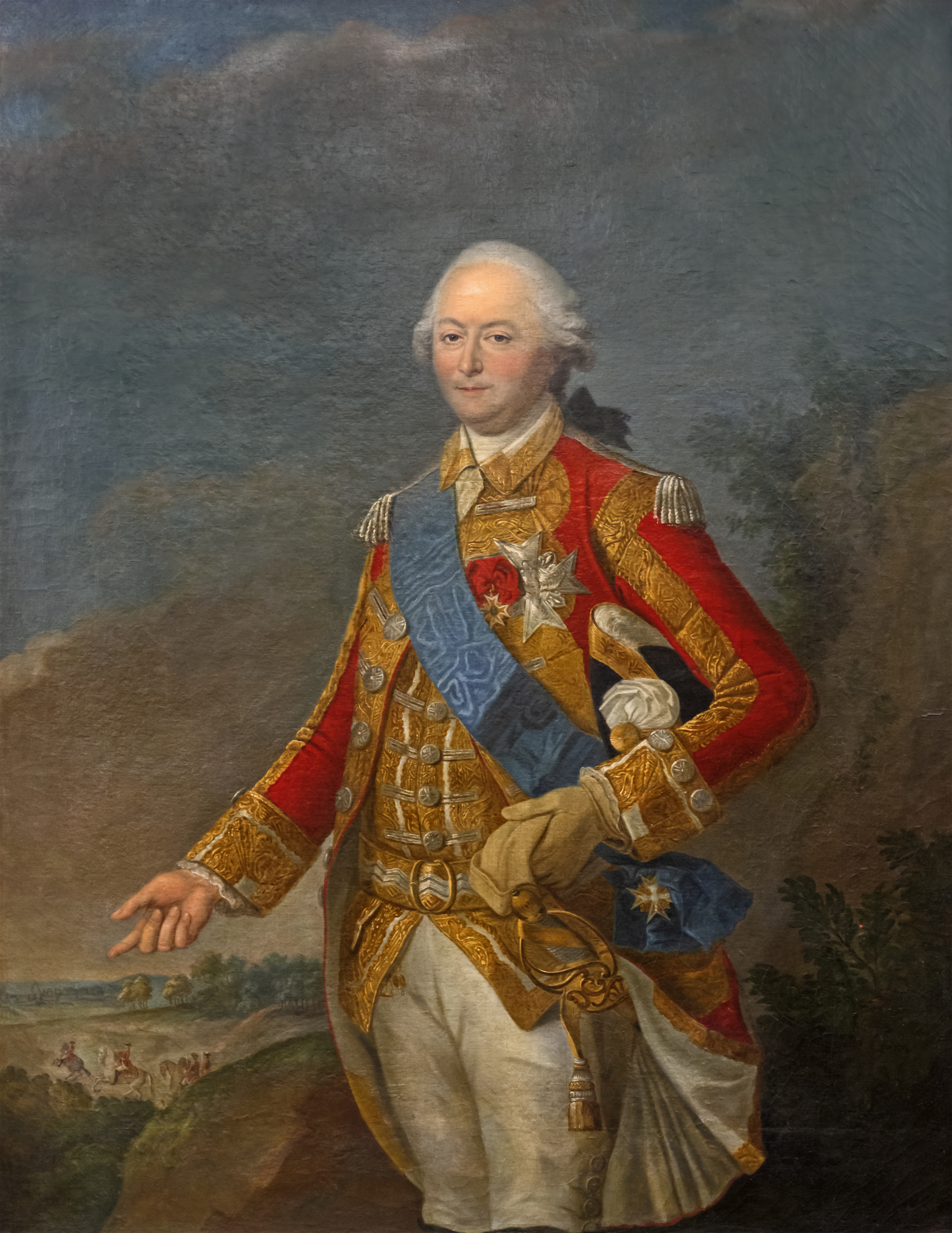
Emmanuel Armand de Vignerot du Plessis de Richelieu

Emmanuel Armand de Vignerot du Plessis, Herzog von Aiguillon (* 31. Juli 1720; † 1. September 1788 in Paris), Fürst von Porcien, Graf von Saint-Florentin, Herzog von Aiguillon (seit 1750), Graf (seit 1750, später Herzog) von Agenois sowie Pair von Frankreich, war ein französischer Militär, sowie Außen- und Kriegsminister unter Ludwig XV.

## Leben
Emmanuel-Armand wurde als Sohn von Armand Louis de Vignerot du Plessis (1683–1750) und der Anne Charlotte de Crussol de Florensac (1700–1772) geboren. Er war ein Neffe des Marschalls Richelieu. Mit siebzehn trat er in die Armee ein und mit neunzehn wurde er zum Colonel des Régiment de Brie ernannt. Er diente in den Feldzügen in Italien während des Österreichischen Erbfolgekriegs, wurde 1744 in der Schlacht von Pierrelongue bei  Chateau-Dauphin schwer verwundet, 1746 gefangen genommen und 1748 zum Maréchal de camp befördert.

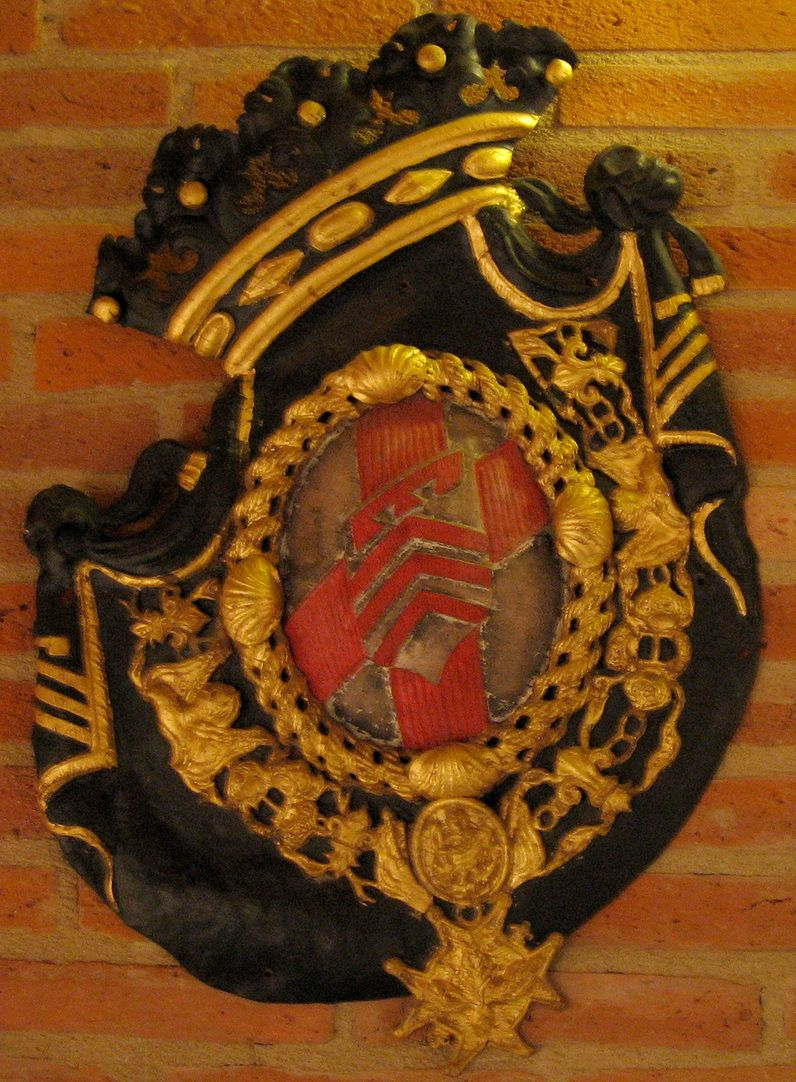
Wappen des Herzogs von Aiguillon

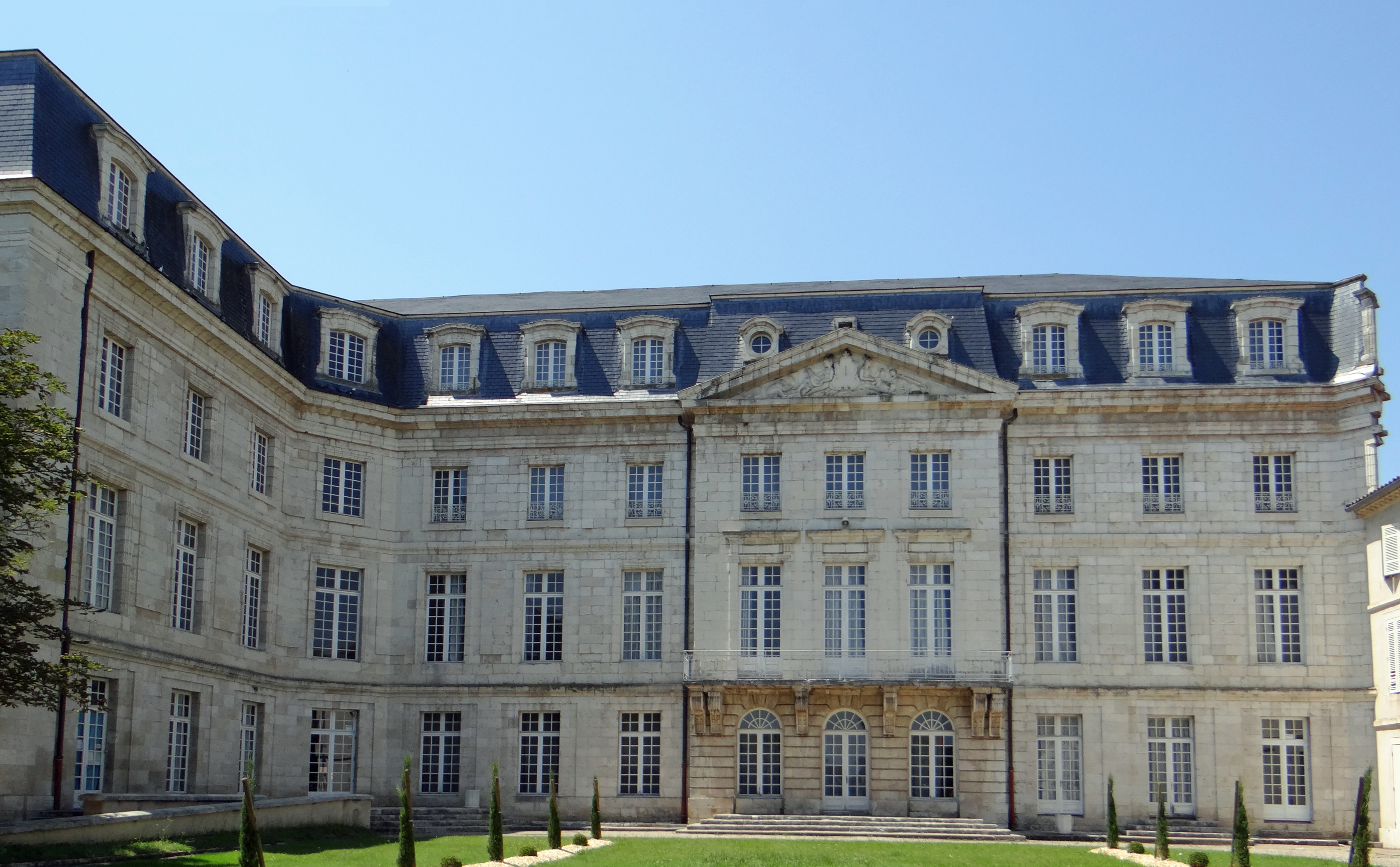
Château d’Aiguillon, erbaut 1750

Seine Heirat im Jahr 1740 mit Louise Félicité de Bréhan, Tochter des comte de Plélo, zusammen mit seiner Verbindung zur Richelieu-Familie, verschaffte ihm eine wichtige Stellung am Hof. Er war ein Mitglied der so genannten parti dévot, der Fraktion gegen Madame de Pompadour, die Jansenisten und das Parlament. Nach dem Tod seines Vaters ließ er ab 1750 im südfranzösischen Aiguillon ein neues Schloss erbauen.
1753 bis 1768 diente er als Kommandant der Bretagne. Er war dort nicht beliebt. Die Provinz hatte eine große Zahl von Privilegien bewahrt („Freiheiten“ genannt). 1758 siegte er in der Schlacht von Saint-Cast gegen englische Truppen. Im gleichen Jahr kam er mit den Provinzständen wegen der Abgaben an den König in Konflikt.
1762 brachte er das Parlament der Bretagne (1554–1790) gegen sich auf, weil er die Privilegien der Provinz missachtete. Im Juni 1764 hob der König einen Erlass des Parlaments auf, der die Erhebung neuer Steuern ohne Zustimmung der Stände untersagte; er weigerte sich, die Proteste des Parlaments gegen den Herzog entgegenzunehmen. Am 11. November 1765 wurde der Prokurator des Parlaments, Louis-René de Caradeuc de La Chalotais verhaftet. Ob dies auf Veranlassung Aiguillons geschah, ist ungewiss. Der Konflikt zwischen Aiguillon und den Bretonen dauerte zwei Jahre. Anstelle des Parlaments, das sich aufgelöst hatte, organisierte Aiguillon ein Tribunal mit mehr oder minder kompetenten Richtern, die von den Pamphlet-Schreibern verspottet und ironisch bailliage d’Aiguillon genannt wurden.
1768 war der Herzog gezwungen, das Tribunal abzuschaffen, und kehrte an den Hof in Versailles zurück. Am 24. Dezember 1770 erreichte er die Entlassung des Ministers Étienne-François de Choiseul. Als Ludwig XV. auf Anraten von Madame Dubarry die Regierung in Hinblick auf die Unterdrückung des Widerstands der Parlamente reformierte, wurde Aiguillon zum Außenminister ernannt (1771–1774). Er schenkte Dubarry 1773 einen jungen Sklaven namens Zamor, den diese als Pagen arbeiten ließ.
Auch Maupeou und der Abbé Terray (1715–1778) erhielten Posten im Kabinett. Aiguillon und die beiden Vorgenannten waren sehr unbeliebt und wurden triumvirat genannt. Alle Misserfolge der Regierung wurden den Fehlern der Minister angelastet. So wurde Aiguillon 1772 beschuldigt, den Staatsstreich Gustavs III. von Schweden provoziert zu haben; tatsächlich waren die Instruktionen an den Comte de Vergennes, dem französischen Botschafter in Schweden, vom Duc de La Vrillière geschrieben worden, dem Onkel seiner Frau und seinem Vorgänger als Außenminister.  Aiguillon willigte in die erste Teilung Polens ein. Obwohl er ein Unterstützer der Jesuiten war, stimmte er der Aufhebung des Jesuitenordens zu. Von Januar 1774 bis Juni 1774 diente er als Verteidigungsminister.
Nach dem Tod Ludwigs XV. stritt er mit Maupeou und der jungen Königin Marie-Antoinette, die 1774 seine Entlassung aus dem Kabinett forderte. Unter König Ludwig XVI. endete seine Karriere. Er lebte ab dem 16. Mai 1775 auf seinem Schloss Véretz und starb 1788.
1731 wurde er zum Ehrenmitglied der Académie royale des sciences ernannt.
Siehe auch Haus Vignerot

## Orden

Bandschnalle des Ordens

- Ritter des Ordens von Heiligen Geist

## Sekundärliteratur
- Lucien Laugier: Le duc d’Aiguillon.  Albatros, Paris 1984
- Alain Paraillous: Le duc d’Aiguillon (1720–1788). Editions Sud Ouest, Bordeaux 2010, ISBN 978-2-8177-0005-2